# Mínium
| Mínium |                             |
| |                             |
| \| \| \| |                             |
| IUPAC-név | triólom-tetraoxid           |
| Más nevek | vörösólom                   |
| Kémiai azonosítók                                                                                               |                             |
| CAS-szám | 1314-41-6                   |
| PubChem | 16685188                    |
| ChemSpider | 21169908                    |
| EINECS-szám | 215-235-6                   |
| RTECS szám | OG5425000                   |
| SMILES | O1[Pb]O[Pb]2O[Pb]1O2        |
| InChI | 1S/4O.3Pb                   |
| InChIKey | XMFOQHDPRMAJNU-UHFFFAOYSA-N |
| UNII | A4G39L7HN2                  |
| UN-szám | 3077                        |
| Kémiai és fizikai tulajdonságok                                                                                 |                             |
| Kémiai képlet                                                                                                   | Pb3O4                       |
| Moláris tömeg                                                                                                   | 685,60 g/mol                |
| Megjelenés | vörös kristály vagy por     |
| Sűrűség | 9,100 g/cm³                 |
| Oldhatóság (vízben)                                                                                             | nem oldódik                 |
| Gőznyomás | 10 mmHg (0 °C)              |
| Rokon vegyületek                                                                                                |                             |
| Rokon vegyületek                                                                                                | Ólom-dioxid, Ólom(II)-oxid  |
| Ha másként nem jelöljük, az adatok az anyag standardállapotára (100 kPa) és 25 °C-os hőmérsékletre vonatkoznak. |                             |
| |                             |

A mínium ólomásvány és pigmens, ólom-oxid. Vörös színű kristályok vagy amorf por. Két 
(ólom(II)-oxid) és négy vegyértékű (ólom-dioxid) ólmot tartalmaz, összegképlete Pb3O4, amit helyesebb PbII2 PbIVO4 vagy PbO2·2 PbO alakban írni.
A latin minium szó eredetileg cinóbert jelentett, az ólom-oxid a színhasonlóság alapján kapta a nevét.

## Tulajdonságai
Vízben nem oldódik. Híg salétromsav elbontja:
{\displaystyle \mathrm {Pb_{3}O_{4}+4\ HNO_{3}\rightarrow PbO_{2}+2\ Pb(NO_{3})_{2}+2\ H_{2}O} }
Hevesen reagál redukálószerekkel.
550 °C-on bomlik: {\displaystyle \mathrm {2\ Pb_{3}O_{4}\rightarrow 6\ PbO+O_{2}} }

## Előállítása
Ólom(II)-oxid (PbO) hevítésével levegőn, lángkemencében 4–500 °C-on 18–24 órán át.

## Felhasználása
Régebben nagyon elterjedt festék alapanyag volt. Manapság az ólomüveg gyártásánál használják, gyorsan száradó olajfestékekben, korrózió elleni védőbevonatokban. Mérgező, ezért óvatosan kell vele dolgozni.

## Veszélyek
Tűzveszélyes. Mérgező. LD50 értékek: tengerimalac 220, egér 17700, patkány 630 mg/kg (hasüregbe fecskendezve). Legkisebb halálos adagja: LDLo = 1 g/kg szájon át.